# پتاح
پتاح در اسطوره‌شناسی مصر باستان، به عنوان خالق شهر ممفیس یاد شده‌است. خدای صنعتگران و معماران است. او همسر سخمت و پدر نفرتوم می‌باشد. او همچنین به عنوان پدر ایمهوتپ فرزانه مورد احترام است. معادل او در خدایان یونانی هفااستوس می‌باشد.

## مبدأ و سمبل
پتاح به عنوان خالقی که پیش از هرچیزی وجود داشته در نظر گرفته می‌شود و به دلیل اشتیاقش اندیشهٔ جهان شکل گرفت. در ابتدا به دلیل اندیشهٔ پتاح جهان به وجود آمد. گفته می‌شود که:
پتاح با استفاده از اندیشهٔ قلب خود جهان را به وجود آورد و به جادوی جهان زندگی داد.
در سلسله  نوزدهم فرقه پتاح بسیار رشد کرد و او به یکی از چهار خدای بزرگ مصر در امپراتوری رامسس دوم تبدیل شد، او در پی رامسس یا پر رامسس به عنوان استادی بزرگ در مراسم تاجگذاری مورد پرستش قرار گرفت.

## معبد
معبد پتاح در شهر ممفیس است. در زمان‌های قدیم خدای این پایتخت بوده‌است.
| p · t | H | A40 |

| p · t | H | A40 |

## فلسفه
کهن‌ترین فلسفه جهان مربوط به پتاح و حوتپ می‌باشد. پاپیروس‌های به‌دست آمده نشان می‌دهد۲۸۸۰قبل از میلاد، این دو برای فرزند خود احکامی فلسفی و روانشناسی نوشته‌اند
فکر کن که ممکن است در مجلسی که سخن می‌گویی کارشناسی در میان حاضران مجلس باشد و به معارضه با تو برخیزد؛ به همین جهت است که نباید در هر مجلس از هر دری سخن گفته شود، که این عین دیوانگی است.

## در پاپیروس
در یک سرود باستانی در مورد پتاح و دیگر خدایان اینگونه گفته شده است:
محبوب الههٔ خاک است. مهارکننده الهه بذر است، آن که سبب می‌شود کارگاه پتاح ترقی کند.

## نگارخانه

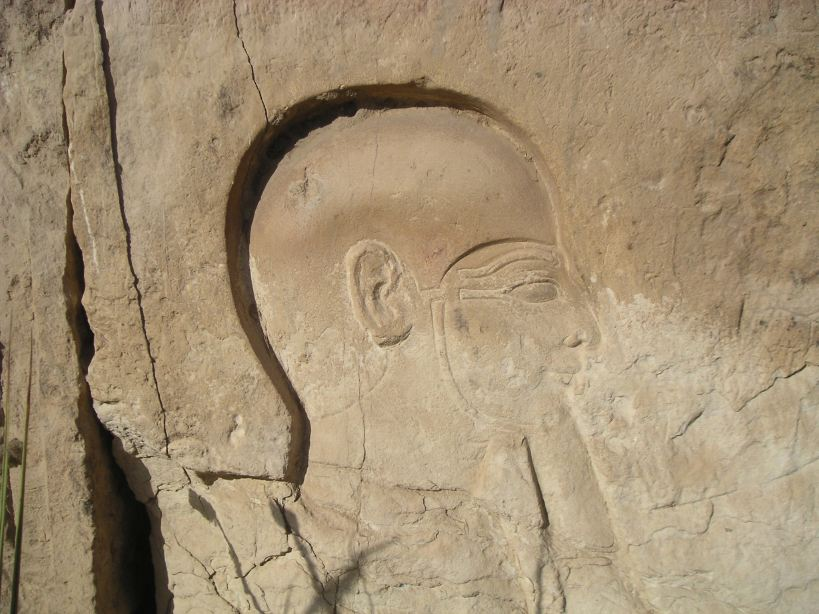
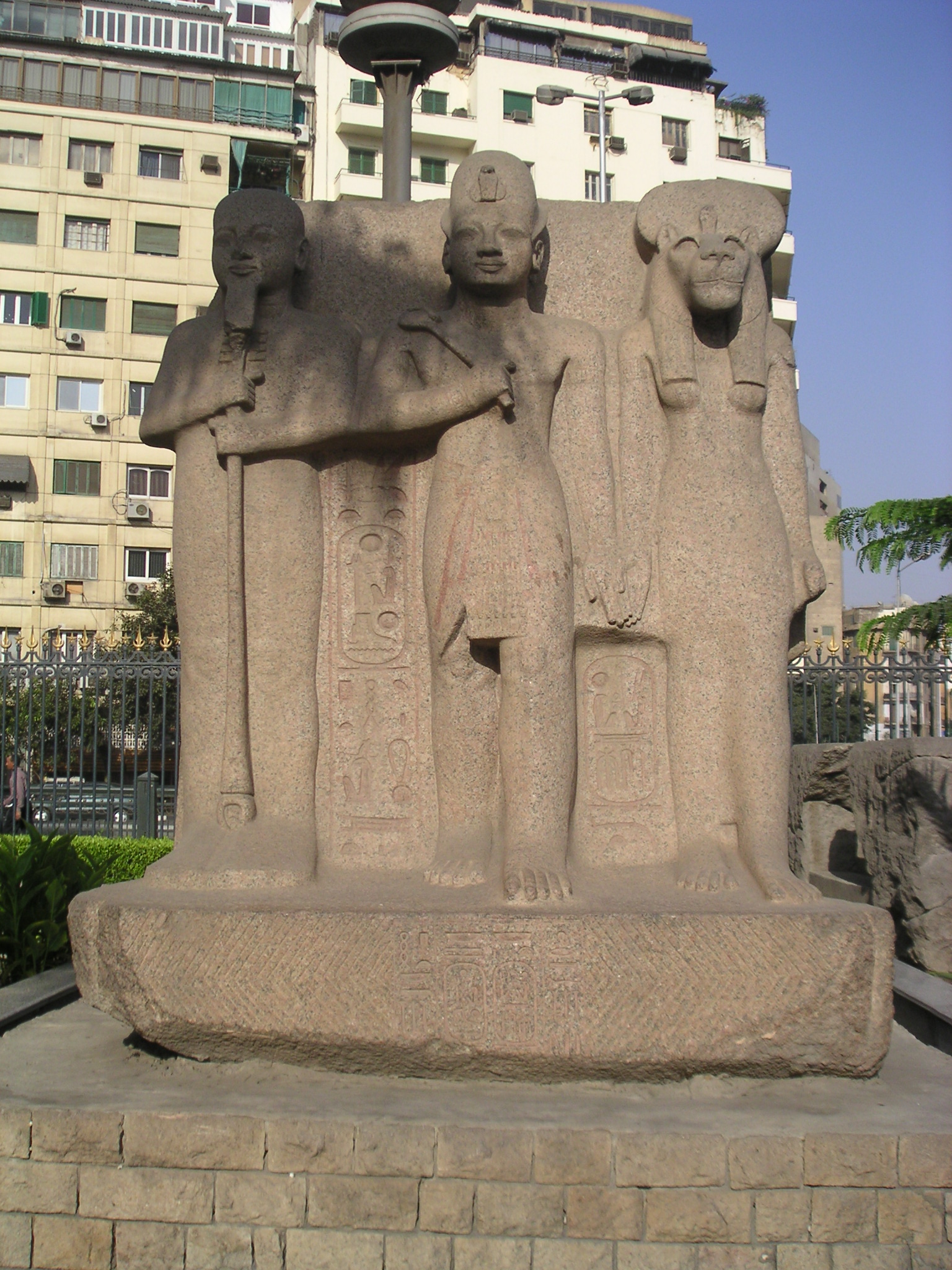
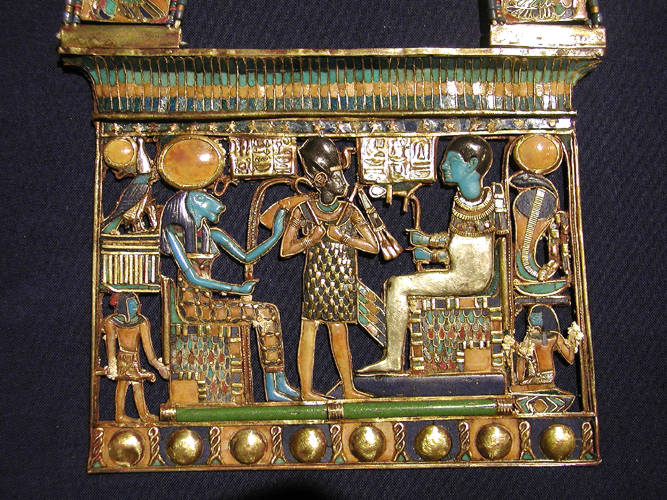
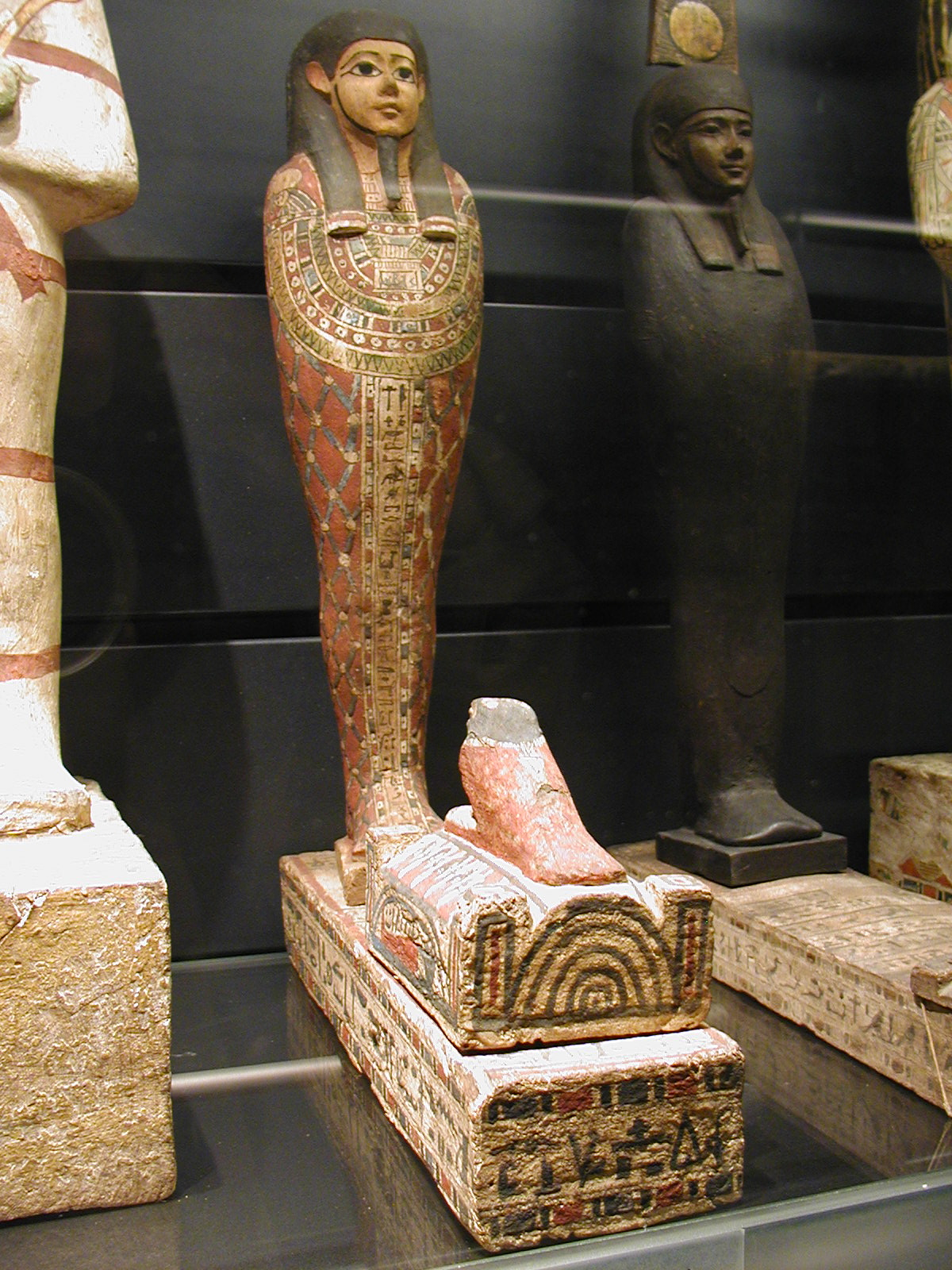